# Gustav Hartlaub
Karel Johan Gustav Hartlaub (8 de novembre de 1814 – 29 de novembre de 1900) va ser un metge i ornitòleg alemany.
Hartlaub nasqué a Bremen, i estudià a Bonn i Berlin abans de graduar-se en medicina aat Göttingen. El 1840, començà a estudiar ocells exòtics. Va descriure algunes d'aquestes espècies per primera vegada. El 1852, va editar una nova revista d'ornitologia junt amb Jean Cabanis, el Journal für Ornithologie. Amb Otto Finsch va escriure, Beitrag zur Fauna Centralpolynesiens: Ornithologie der Viti-, Samoa und Tonga- Inseln. Halle, H. Schmidt.
Un gran nombre d'espècies d'ocells porten el seu cognom, incloent Lissotis hartlaubii, Ànec de Hartlaub, i Gavina de Hartlaub.